# مينورو ياسوي
مينورو ياسوي (بالإنجليزية: Minoru Yasui)‏ هو محامي أمريكي، ولد في 19 أكتوبر 1916 في هوود ريفير في الولايات المتحدة، وتوفي في 12 نوفمبر 1986 في دنفر في الولايات المتحدة.